# Przysiółek (województwo lubelskie)
Przysiółek – wieś w Polsce położona w województwie lubelskim, w powiecie chełmskim, w gminie Sawin.
W latach 1975–1998 miejscowość należała administracyjnie do województwa chełmskiego.
Wierni Kościoła rzymskokatolickiego należą do parafii św. Rocha w Czułczycach.